# Anthemis arvensis
La camomilla bastarda (nome scientifico Anthemis arvensis L., 1753) è una specie di pianta angiosperma dicotiledone della famiglia delle Asteraceae (sottofamiglia Asteroideae, tribù Anthemideae (Eurasian grade) e sottotribù Anthemidinae).

## Etimologia
L'etimologia del nome generico (Anthemis) deriva dalla parola greca ”Anthemon” (= fiore, abbondante fioritura) poi trasformato in “anthemis” (= piccolo fiore) e fa riferimento all'infiorescenza di queste piante. Questo nome era già usato dai greci antichi per indicare una delle tante specie di camomilla. L'epiteto specifico (“arvensis”) deriva dal latino e significa “proviene dai campi ”.

Il binomio scientifico attualmente accettato (Anthemis arvensis) è stato proposto da Carl von Linné (1707 – 1778) biologo e scrittore svedese, considerato il padre della moderna classificazione scientifica degli organismi viventi, nella pubblicazione Species Plantarum del 1753.

## Descrizione

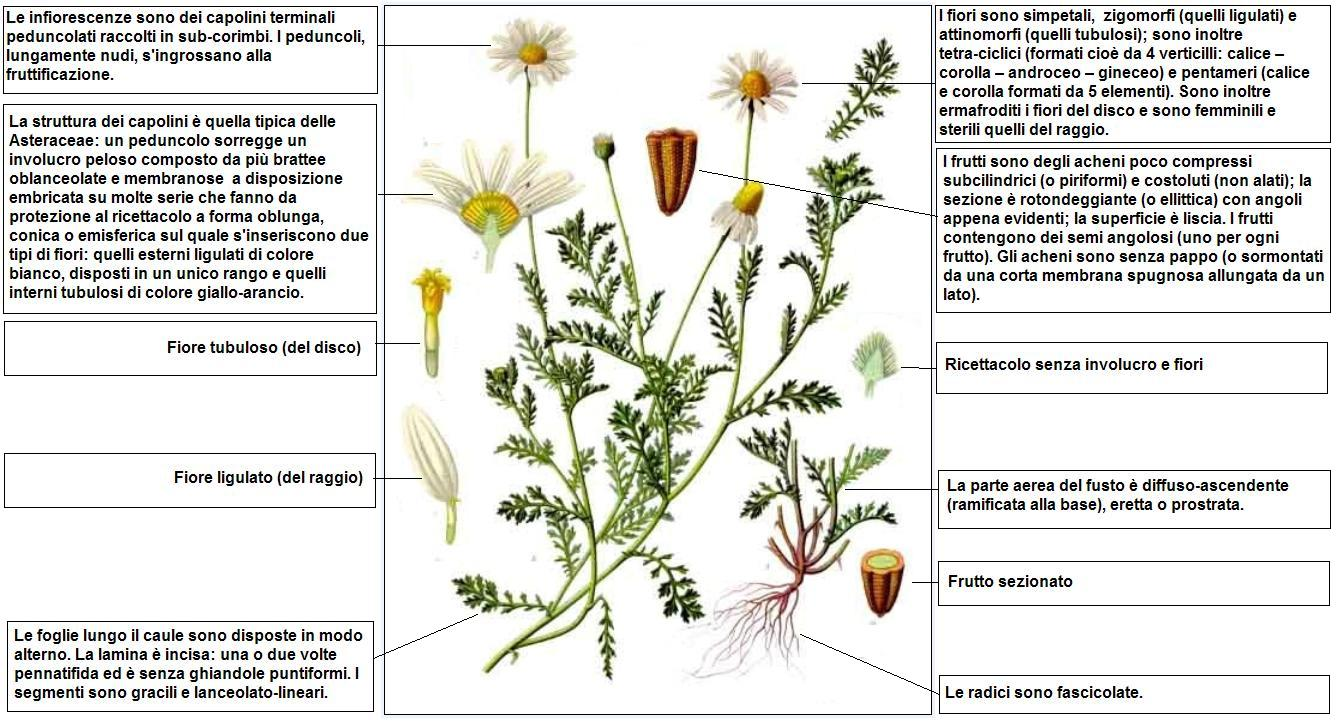
Descrizione delle parti della pianta

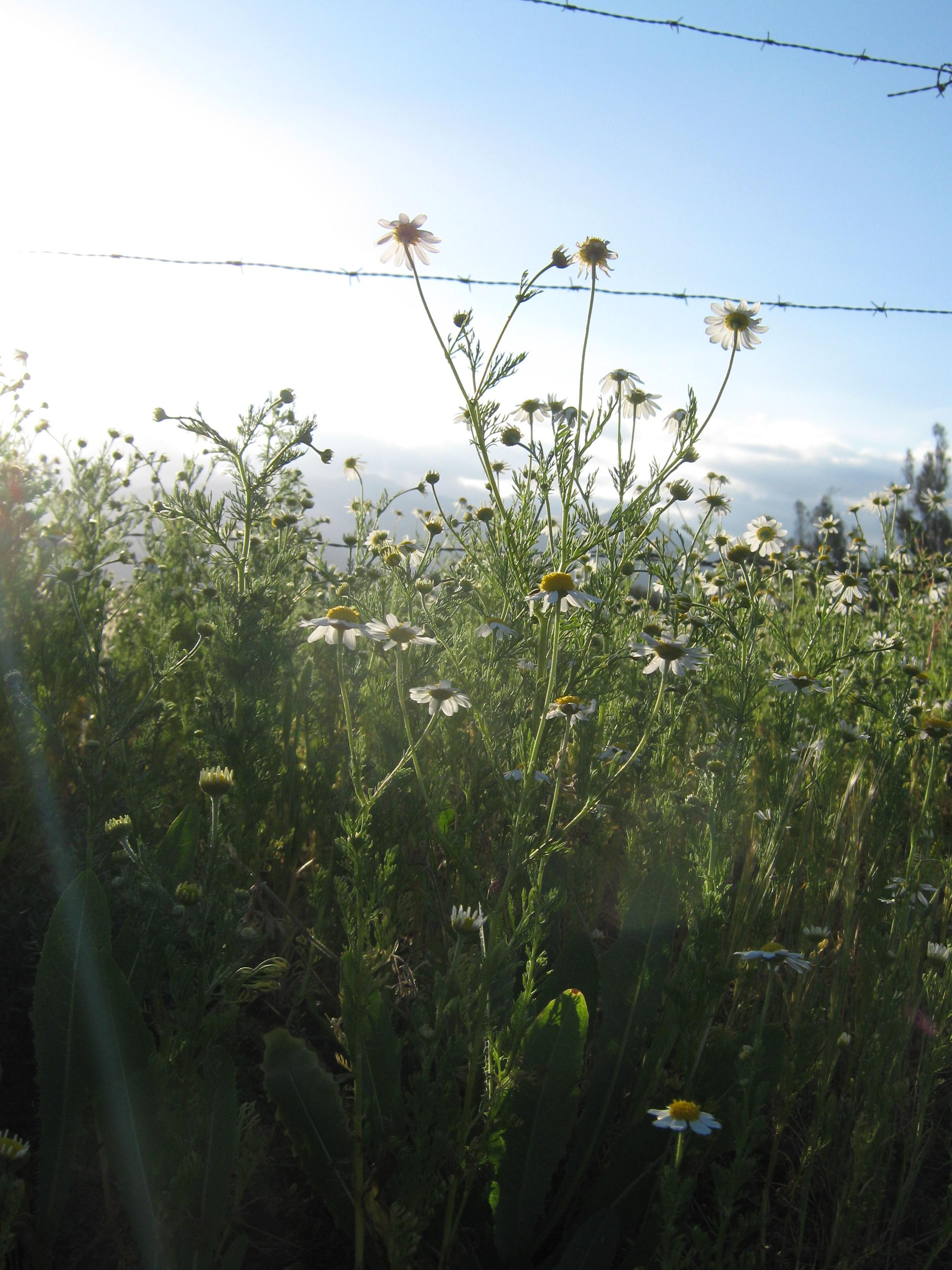
Il portamento

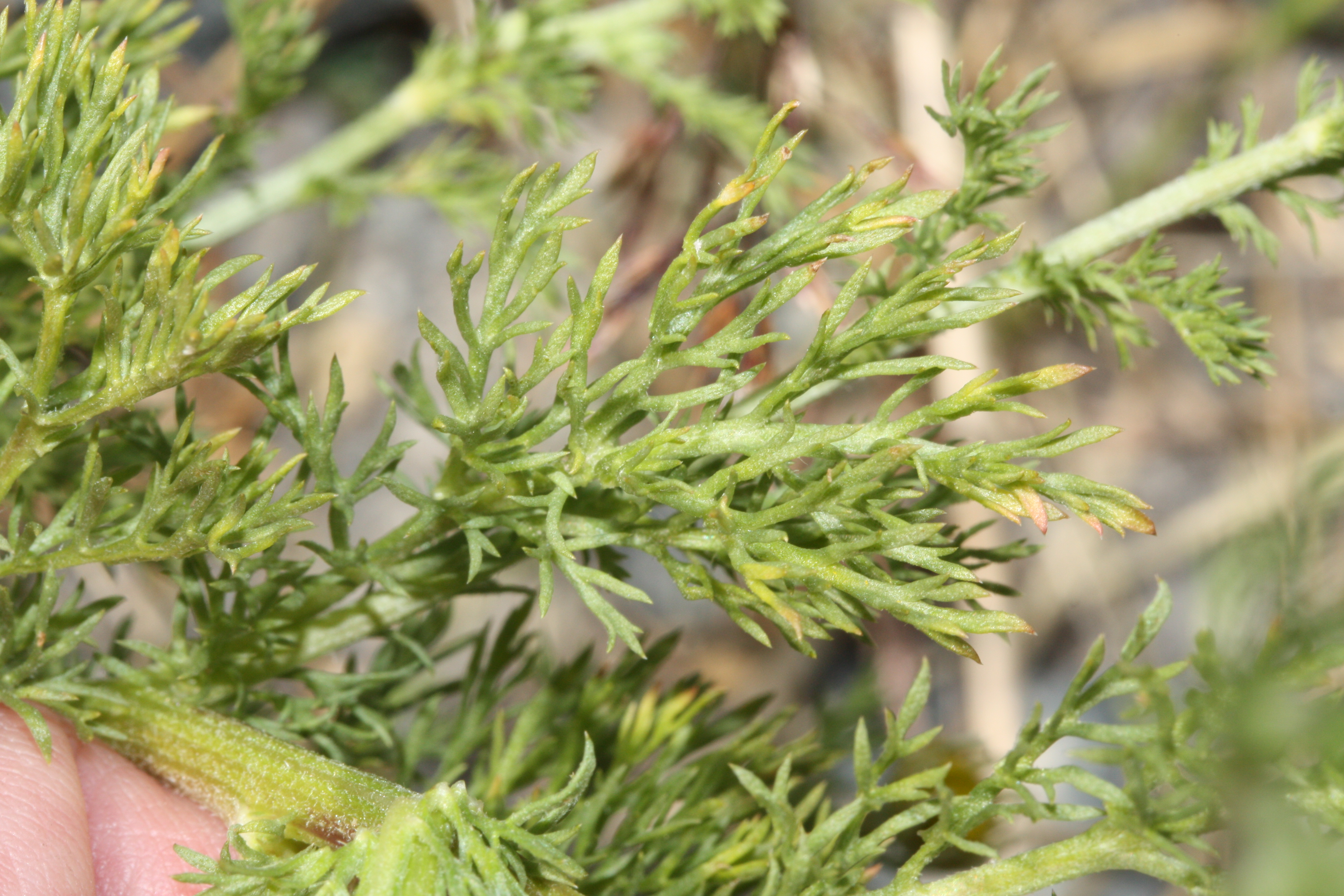
Le foglie

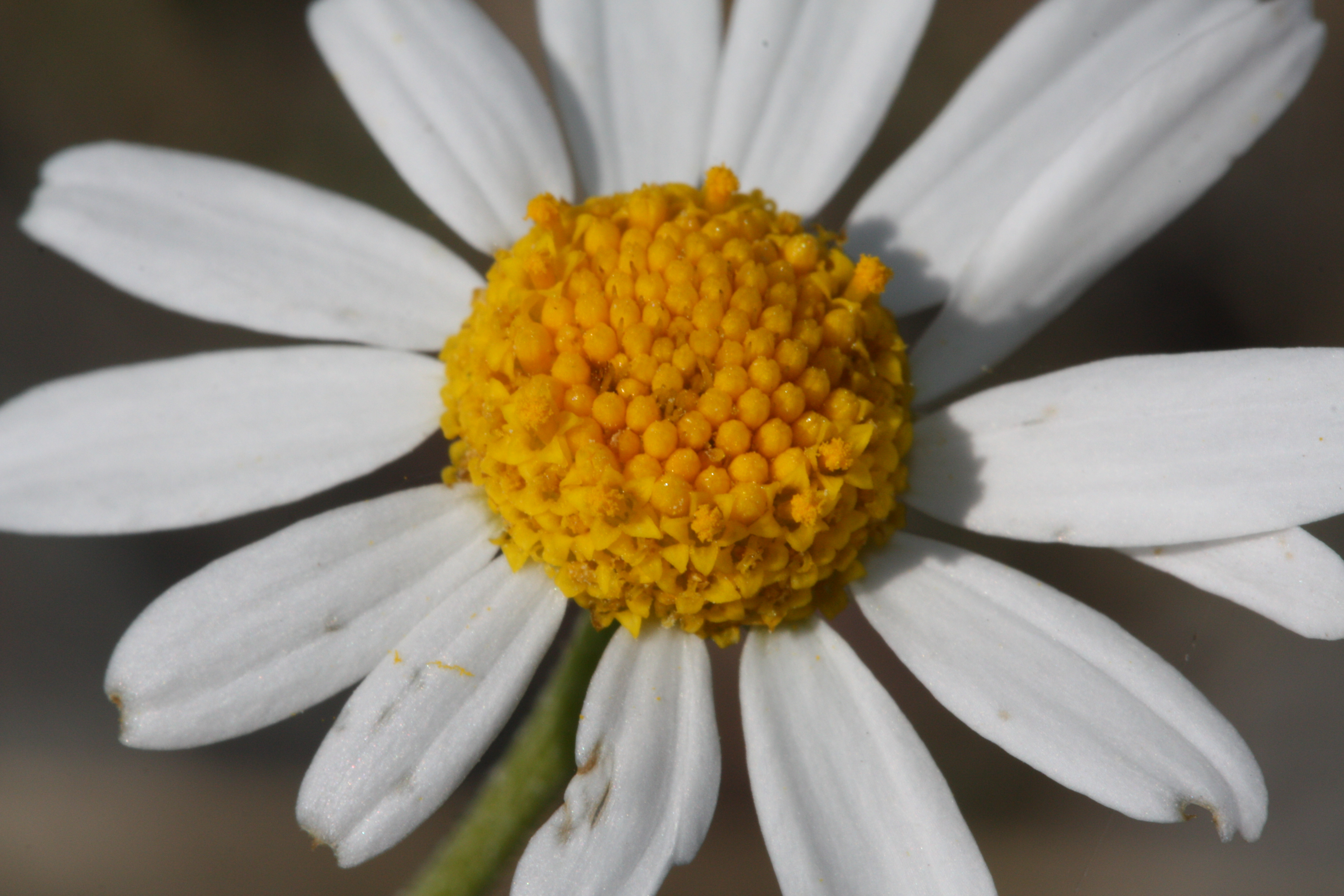
Il capolino

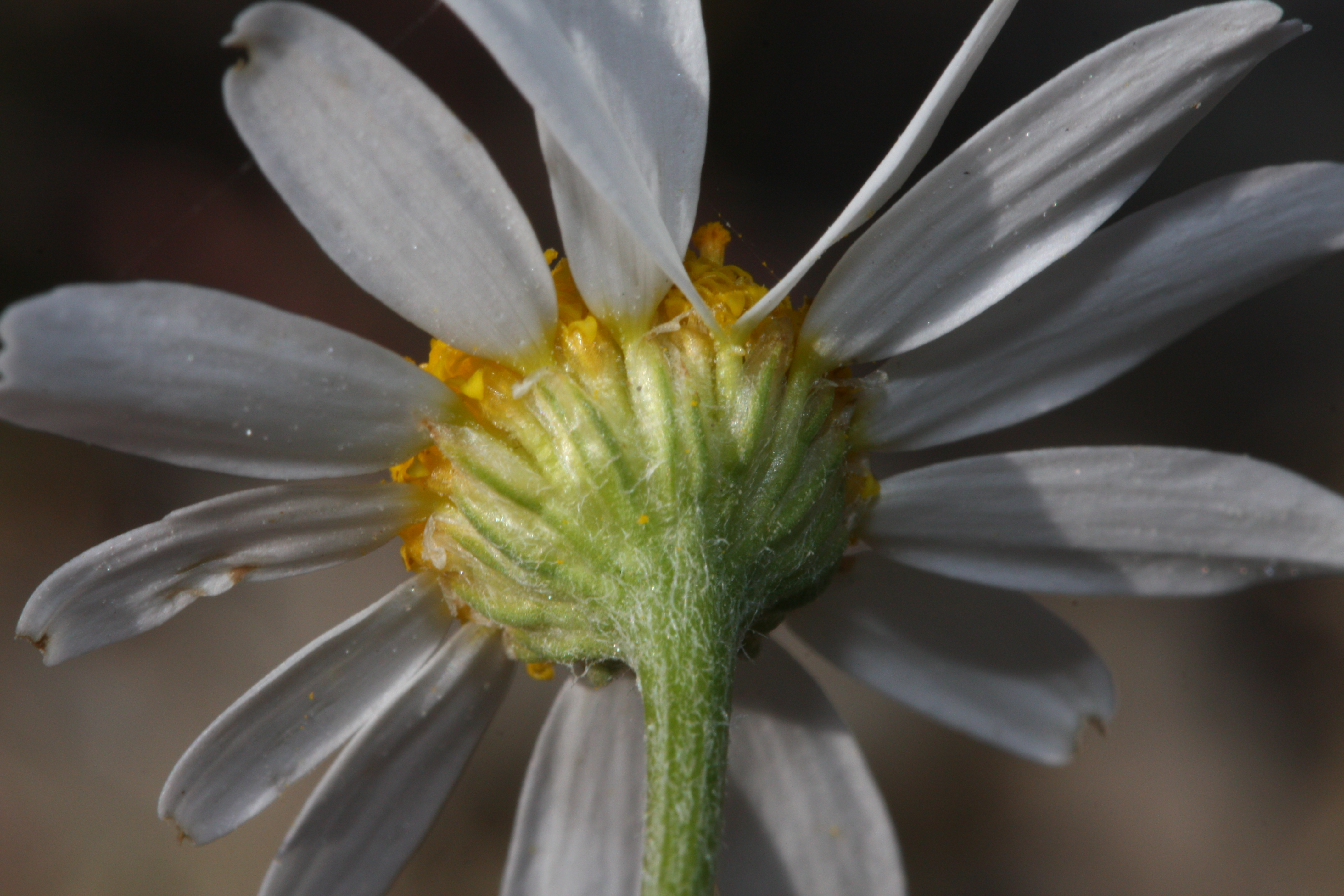
L'involucro

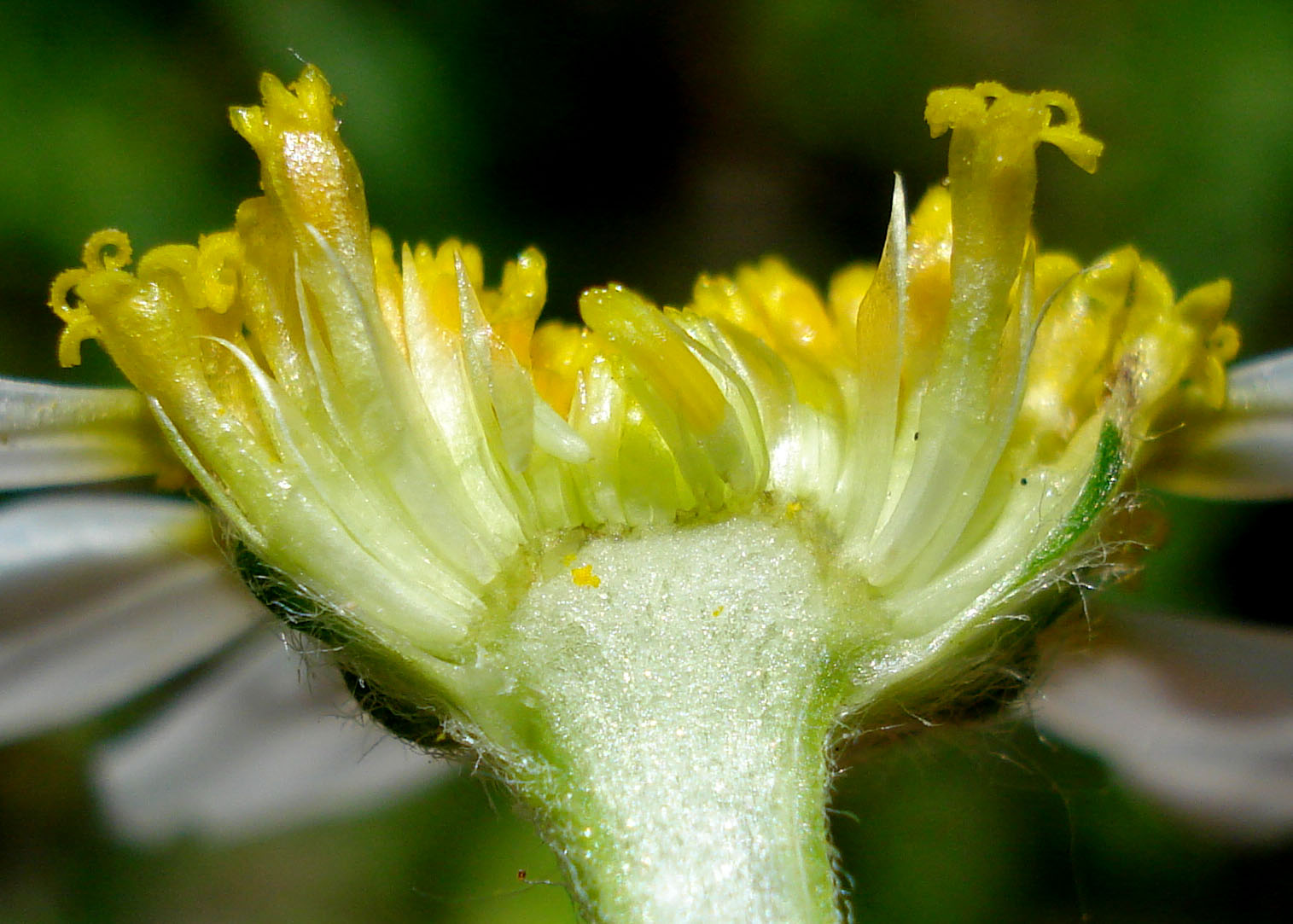
Sezione dell'involucro

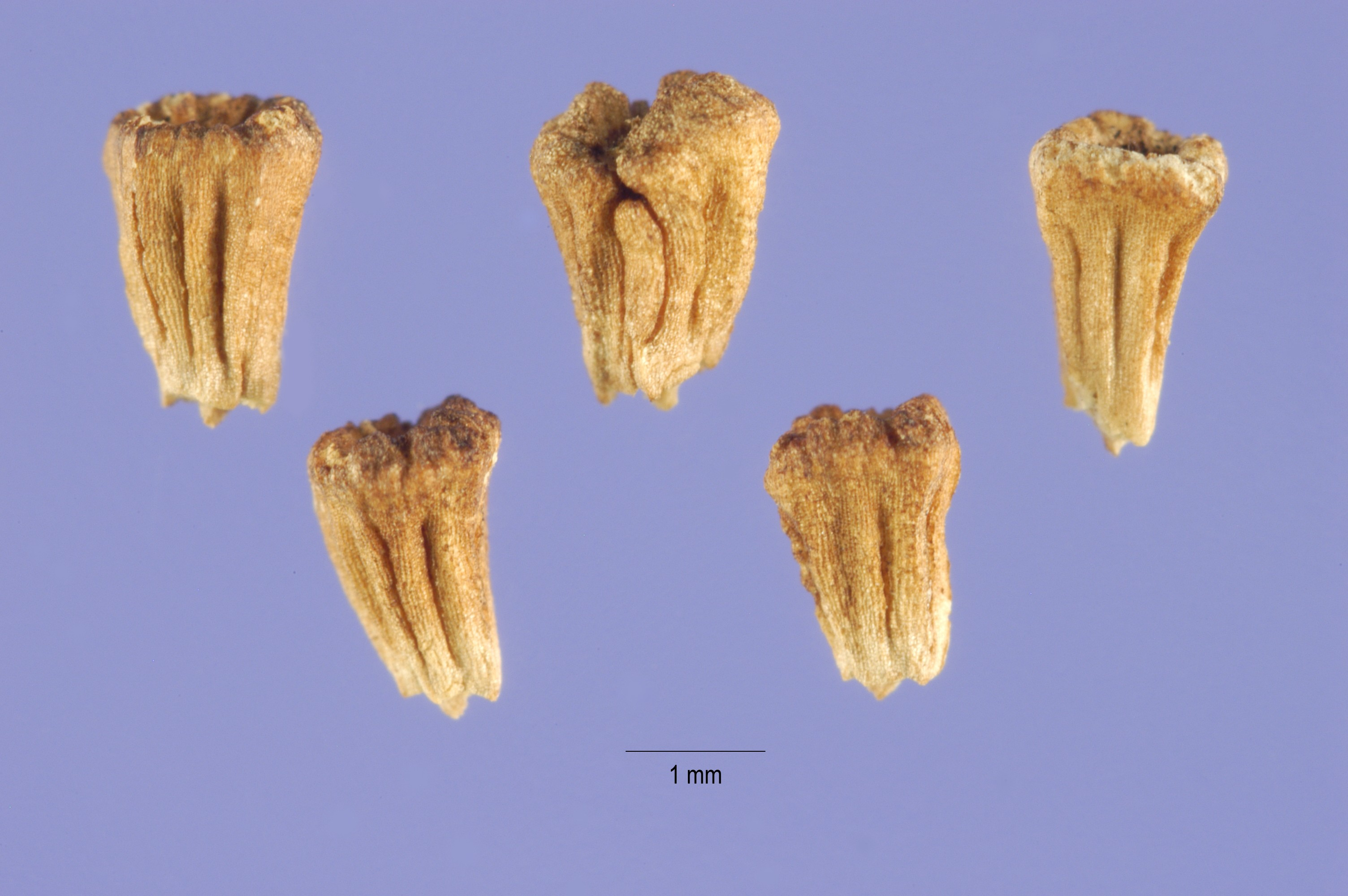
I semi

Portamento. La forma biologica della specie è terofita scaposa (T scap); ossia sono piante erbacee che differiscono dalle altre forme biologiche poiché, essendo annuali, superano la stagione avversa sotto forma di seme; sono inoltre munite di asse fiorale eretto, spesso con poche foglie. Le A. arvensis secondariamente sono considerate anche emcriptofite scapose (H scap) in quanto una delle sottospecie è bienne o perenne. In questo caso sono piante erbacee, bienni o perenni, con gemme svernanti al livello del suolo e protette dalla lettiera o dalla neve. Queste piante sono quasi completamente glabre o in alcuni casi leggermente pubescenti; non sono profumate. L'indumento può essere assente o formato da peli basifissi e/o basifissi.
Radici. Le radici sono fascicolate.
Fusto.
- Parte ipogea: la parte sotterranea è fittonante.
- Parte epigea: la parte aerea del fusto è diffuso-ascendente (ramificata alla base), eretta o prostrata. Un'unica pianta può produrre fino a 30 gambi. Altezza massima da 1 a 5 dm (massimo 8 dm).

Foglie. Le foglie lungo il caule sono disposte in modo alterno. La lamina è incisa: una o due volte pennatifida ed è senza ghiandole puntiformi. I segmenti sono gracili e lanceolato-lineari, ma allargati rispetto ad altre specie. I segmenti basali sono abbraccianti il fusto. Dimensione delle foglie: larghezza 8 – 16 mm; lunghezza 15 – 35 mm (massimo 50 mm)..
Infiorescenza. Le sinflorescenze comprendono sia capolini solitari che raggruppati in corimbi più o meno densi. Le infiorescenze vere e proprie sono composte da un capolino terminale peduncolato di tipo radiato. I peduncoli lungamente nudi s'ingrossano alla fruttificazione. I capolini sono formati da un involucro, con forme coniche o emisferiche, composto da 20 a 30 brattee, al cui interno un ricettacolo fa da base ai fiori di due tipi: fiori del raggio e fiori del disco. Le brattee, con forme oblanceolate e consistenza membranosa (spesso sfrangiate all'apice e con margini scariosi chiari ialini o scuri) sono disposte in modo più o meno embricato su più 3 - 5 serie. Il ricettacolo, oblungo, emisferico-conico, è provvisto di pagliette lineari o lanceolate, acute, avvolgenti la base dei fiori. Lunghezza del peduncolo: 4 – 15 cm. Diametro dell'involucro: 6 – 13 mm. Diametro del capolino con ligule: 2 – 4 cm. Lunghezza delle brattee: 3 – 4 mm.
Fiori.  I fiori sono tetra-ciclici (formati cioè da 4 verticilli: calice – corolla – androceo – gineceo) e pentameri (calice e corolla formati da 5 elementi). Si distinguono in:
- fiori del raggio (esterni): fino da 5 a 20 per capolino, sono femminili e sterili (o anche fertili) disposti raggianti su una sola serie; la forma è ligulata (zigomorfa);
- fiori del disco (centrali): sono più numerosi (fino a 300) con forme brevemente tubulose (attinomorfe); sono ermafroditi.

- Formula fiorale:

*/x K {\displaystyle \infty }, [C (5), A (5)], G 2 (infero), achenio
- Calice: i sepali del calice sono ridotti ad una coroncina di squame.

- Corolla:

- fiori del raggio: la forma della corolla alla base è più o meno tubulosa-imbutiforme (a volte pelosa), mentre all'apice è ligulata più o meno lineare-lanceolata (a fine antesi le ligule sono ripiegata verso il basso); la ligula può terminare con tre denti; il colore è bianco; a fine antesi le ligule sono ripiegata verso il basso; lunghezza dei fiori ligulati: 5 – 15 mm;
- fiori del disco: la forma è tubulare bruscamente divaricata in 5 lobi; i lobi, patenti o eretti, hanno una forma deltata o più o meno lanceolata; il colore può essere giallo o giallo-arancio; lunghezza dei fiori tubulosi: 2 – 3 mm.

- Androceo: l'androceo è formato da 5 stami (alternati ai lobi della corolla) sorretti da filamenti generalmente liberi; gli stami sono connati e formano un manicotto circondante lo stilo. Le antere possono essere sia di tipo basifisso che mediofisso. La base delle antere è ottusa. Il tessuto dell'endotecio non è polarizzato. Il polline è sferico con un diametro medio di circa 25 micron;  è tricolporato (con tre aperture sia di tipo a fessura che tipo isodiametrica o poro) ed è echinato (con punte sporgenti).

- Gineceo: l'ovario è infero uniloculare formato da 2 carpelli. Lo stilo (il recettore del polline) è profondamente bifido (con due stigmi divergenti) e con le linee stigmatiche marginali separate o contigue. I due bracci dello stilo hanno una forma troncata e possono essere papillosi o ricoperti da ciuffi di peli.

- Antesi: da maggio a giugno; al sud questa specie fiorisce già in marzo, mentre in montagna la fioritura si protrae fino a settembre/ottobre.

Frutti. I frutti sono degli acheni poco compressi subcilindrici (o piriformi) e costoluti (non alati); la sezione è rotondeggiante (o ellittica) con angoli appena evidenti; la superficie è liscia. I frutti contengono dei semi angolosi (uno per ogni frutto). Gli acheni sono senza pappo (o sormontati da una corta membrana spugnosa allungata da un lato). Dimensione dei frutti: 1,5 – 2 mm.

## Biologia
Impollinazione: tramite insetti (impollinazione entomogama tramite farfalle diurne e notturne). Queste piante sono visitate dalle api per il suo polline.

Riproduzione: la fecondazione avviene fondamentalmente tramite l'impollinazione dei fiori.

Dispersione: i semi cadono a terra e vengono dispersi soprattutto da insetti come formiche (disseminazione mirmecoria). Un altro tipo di dispersione è zoocoria: gli uncini delle brattee dell'involucro (se presenti) si agganciano ai peli degli animali di passaggio che portano così i semi anche su lunghe distanze. Inoltre per merito del pappo (se presente) il vento può trasportare i semi anche per alcuni chilometri (disseminazione anemocora).

## Distribuzione e habitat
Geoelemento: il tipo corologico (area di origine) è Steno – Mediterraneo; ma sta diventando Subcosmopolita.
Distribuzione: in Italia questa specie è comune su tutto il territorio a parte alcune zone in cui è rara (Pianura Padana) o assente del tutto. Oltre all'Europa questa specie è distribuita in Asia temperata e Africa; mentre è naturalizzata nel Nord America e Australia.
Habitat: l'habitat tipico sono i campi (culture di cereali), pascoli o luoghi incolti e abbandonati. 
Distribuzione altitudinale: sui rilievi alpini queste piante si possono trovare fino a 1800 m s.l.m..

## Sistematica
La famiglia di appartenenza di questa voce (Asteraceae o Compositae, nomen conservandum) probabilmente originaria del Sud America, è la più numerosa del mondo vegetale, comprende oltre 23.000 specie distribuite su 1.535 generi, oppure 22.750 specie e 1.530 generi secondo altre fonti (una delle checklist più aggiornata elenca fino a 1.679 generi). La famiglia attualmente (2021) è divisa in 16 sottofamiglie; la sottofamiglia Asteroideae è una di queste e rappresenta l'evoluzione più recente di tutta la famiglia.

### Filogenesi
Il gruppo di questa voce è descritto nella tribù Anthemideae, una delle 21 tribù della sottofamiglia Asteroideae). In base alle ultime ricerche nella tribù sono stati individuati (provvisoriamente) 4 principali lignaggi (o cladi): "Southern hemisphere grade", "Asian-southern African grade", "Eurasian grade" e "Mediterranean clade". Il genere  Anthemis (insieme alla sottotribù Anthemidinae) è incluso nel clade Eurasian grade. Nella struttura interna della sottotribù si individuano due cladi. Il genere di questa voce fa parte del clade comprendente i generi Cota, Nananthea e Tripleurospermum.
Nella "Flora d'Italia" (edizione del 2018) le quasi due dozzine di specie di Anthemis presenti sul territorio italiano sono suddivise quattro gruppi. La specie di questa voce appartiene al quarto gruppo individuato dai seguenti caratteri: le piante sono annue; la corona asimmetrica sugli acheni è presente; gli acheni sono lisci. In realtà l'estrema variabilità di questa specie colloca alcune sue sottospecie in altri gruppi:
- sottospecie incrassata e acrochordona: primo gruppo (le piante sono perenni; le pagliette del ricettacolo sono acute; i fiori ligulati sono presenti);
- sottospecie acrochordona: terzo gruppo (le piante sono annue; la corona asimmetrica sugli acheni è assente; gli acheni sono rugosi o tubercolati).

I caratteri distintivi della specie  A.arvensis sono:
- i fiori bianchi sono ligulati raggianti, i fiori gialli sono tubolosi al centro;
- l'apice dell'achenio è provvisto di un breve anello spugnoso (subpappo).

Il numero cromosomico di A. arvensis è: 2n =  18.

### Variabilità
È una pianta abbastanza variabile da un punto di vista morfologico. La tassonomia presenta diverse sottospecie di cui almeno tre sono presenti nella flora spontanea italiana. 
Per distinguere opportunamente le varie sottospecie viene presentata una breve chiave analitica:
- 1A: il ciclo biologico è annuo; gli acheni sono striati (quelli dei fiori tubolosi);

- 2A: gli acheni non sono rugosi;

subsp. arvensis: i peduncoli non s'ingrossano in modo evidente; gli acheni sono più o meno cilindrici;
subsp. incrassata: i peduncoli s'ingrossano in modo evidente; gli acheni sono più o meno tetragoni;
- 2B: la superficie degli acheni (dei fiori periferici) è minutamente verrucosa; i peduncoli sono ingrossati;

subsp. acrochordona.
- 1B: il ciclo biologico è bienne o perenne; gli acheni sono più o meno lisci;

subsp. sphacelata.

#### Sottospeciearvensis

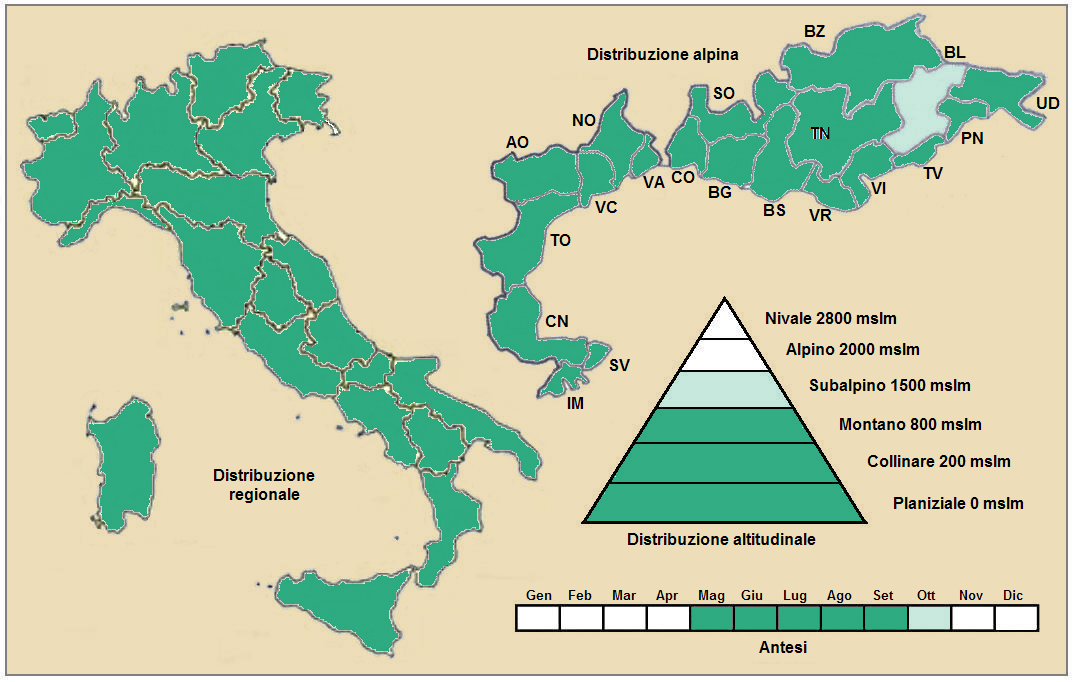
Distribuzione della sottospecie arvensis
(Distribuzione regionale – Distribuzione alpina)

- Nome scientifico: Anthemis arvensis L. subsp. arvensis
- Ciclo biologico: annuo.
- Habitus: pianta con pelosità scarsa.
- Foglie: i segmenti delle foglie sono delle sottili lacinie. Dimensione dei segmenti estremi: larghezza 0,6 – 07 mm: lunghezza 3 – 5 mm.
- Infiorescenza: i peduncoli alla fruttificazione non sono visibilmente ingrossati. Le pagliette del ricettacolo sono lineari-aristate quelle esterne e oblanceolate quelle più interne. Dimensione delle ligule: larghezza 2 – 4 mm; lunghezza 5 – 15 mm. Dimensione del capolino: 15 – 30 mm.
- Frutto: gli acheni dei fiori tubulosi sono striati e non rugosi; la forma è più o meno cilindrica.
- Geoelemento: il tipo corologico (area di origine) è Archeofita o anche Mediterraneo.
- Distribuzione: al nord è abbastanza comune come pianta infestante, mentre al sud si trova prevalentemente a quote più alte. Nelle Alpi è presente ovunque (sia nel versante italiano che oltreconfine). Sugli altri rilievi europei manca solamente nella penisola Balcanica.
- Habitat: oltre che nelle colture si trova nelle aree abbandonate e ruderali comprese le scarpate sassose.  Il substrato preferito è sia calcareo che siliceo con pH neutro, bassi valori nutrizionali del terreno che deve essere secco.
- Fitosociologia.

Dal punto di vista fitosociologico alpino questa sottospecie appartiene alla seguente comunità vegetale:
Formazione: delle comunità terofitiche pioniere nitrofile
Classe: Stellarietea mediae
Ordine: Centaureetalia cyani
Per l'areale completo italiano la sottospecie di questa voce appartiene alla seguente comunità vegetale:
Macrotipologia: vegetazione delle praterie
Classe: Poetea bulbosae Rivas Goday & Rivas-Martínez in Rivas-Martínez, 1978
Ordine: Poetalia bulbosae Rivas Goday & Rivas-Martínez in Rivas Goday & Ladero, 1970
Alleanza: Periballio-Trifolion subterranei Rivas Goday 1964 nom. inv. propos. Rivas-Martínez, Diaz, Fernández- González, Izco, Loidi, Lousa & Penas, 2002
Descrizione. L'alleanza Periballio-Trifolion subterranei è relativa alle praterie secondarie mantenute dal pascolo ovino, dominate dalle specie Trifolium subterraneum e Poa bulbosa, costituite da specie sia annuali che perenni su substrati litologici differenti, ma particolarmente diffuse sui plateau vulcanici. La composizione corologica si mantiene in equilibrio tra gli elementi stenomediterranei ed eurimediterranei e gli endemismi sardi. Si tratta di una comunità esclusiva della Sardegna centro-settentrionale.
Specie presenti nell'associazione: Poa bulbosa, Trifolium subterraneum, Crocus minimus, Ornithogalum corsicum, Parentucellia latifolia, Romulea requienii, Ranunculus paludosus, Anthemis arvensis, Bellis annua, Bellis perennis, Cerastium glomeratum, Senecio vulgaris, Plantago weldenii, Leontodon tuberosus, Sherardia arvensis, Gagea bohemica, Morisia monantha.
- Variabilità: è una sottospecie variabile; la variabilità si manifesta nei seguenti caratteri: nella pelosità generale, nel portamento (più o meno robusto), nella dimensioni del capolino, a volte i fiori ligulati sono assenti.

#### Sottospecieincrassata

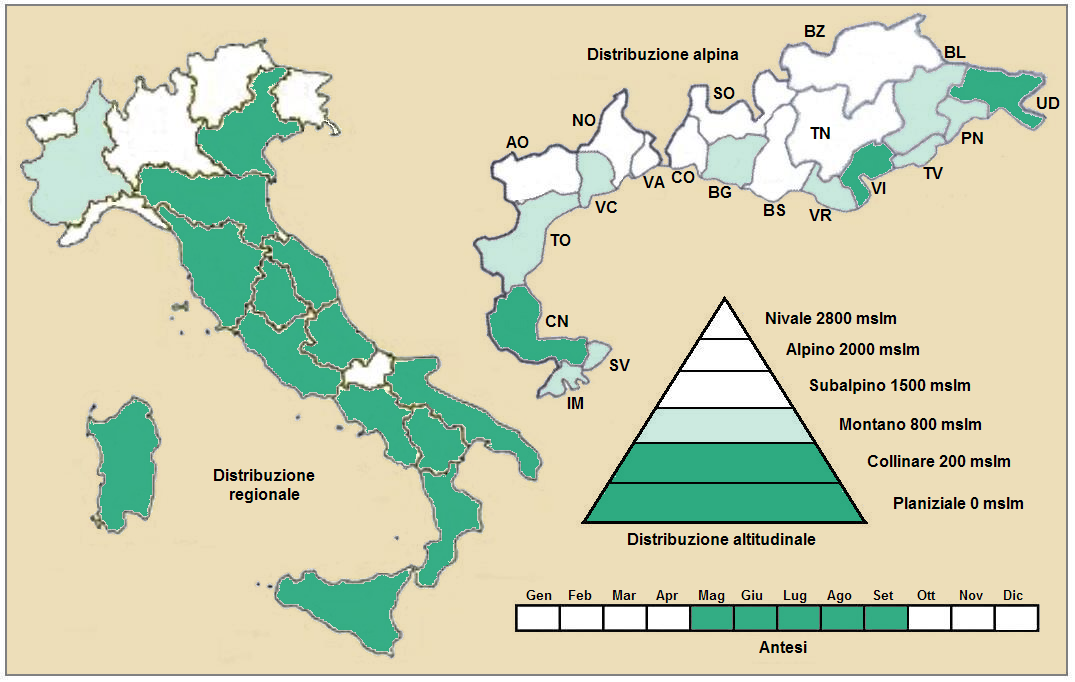
Distribuzione della sottospecie incrassata
(Distribuzione regionale – Distribuzione alpina)

- Nome scientifico: Anthemis arvensis L. subsp. incrassata (Loisel.) Nyman
- Nome comune: Antemide a peduncoli ingrossati
- Basionimo: Anthemis incrassata Loisel. (1810)
- Ciclo biologico: annuo e bienne.
- Habitus: pianta robusta con pelosità densa (ma caduca), in certi casi grigio-tomentosa.
- Fusti: i fusti hanno un portamento prostrato (quasi radicante).
- Foglie: i segmenti delle foglie sono larghi più di 1 mm e gli apici sono mucronati. Dimensione dei segmenti estremi: larghezza 1 – 1,5 mm; lunghezza 2 – 3,5 mm.
- Infiorescenza: i peduncoli alla fruttificazione sono visibilmente ingrossati (alla base 0,9 mm; all'apice 2,5 mm). Le pagliette del ricettacolo sono oblanceolato-acuminate. Dimensione delle ligule: larghezza 2 – 4 mm; lunghezza 4 – 11 mm. Dimensione del capolino: 15 – 25 mm.
- Frutto: gli acheni dei fiori periferici si presentano con delle costole cosparse di verruche.
- Geoelemento: il tipo corologico (area di origine) è Subendemico o anche Mediterraneo.
- Distribuzione: soprattutto nella Penisola e nelle Isole (spiagge marittime).
- Habitat: l'habitat tipico per questa sottospecie sono le colture, aree abbandonate e ruderali comprese le scarpate sassose; ma anche le praterie, i pascoli e le garighe basse.  Il substrato preferito è sia calcareo che siliceo con pH neutro, bassi valori nutrizionali del terreno che deve essere secco.
- Fitosociologia.

Dal punto di vista fitosociologico alpino questa sottospecie appartiene alla seguente comunità vegetale:
Formazione: delle comunità terofitiche pioniere nitrofile
Classe: Stellarietea mediae

#### Sottospeciesphacelata
- Nome scientifico: Anthemis arvensis L. subsp. sphacelata (Presl.) Fernandes
- Ciclo biologico: bienne o perenne.
- Habitus: pianta lignificata alla base.
- Infiorescenza: le squame dell'involucro sono scure sui margini. Le pagliette del ricettacolo sono oblanceolato-acuminate. Dimensione delle ligule: larghezza 2 – 3 mm; lunghezza 3 – 6 mm.
- Frutto: la superficie degli acheni è liscia.
- Geoelemento: il tipo corologico (area di origine) è Endemico.
- Distribuzione: si trova nei pascoli montani dell'Italia del sud.
- Habitat: l'habitat tipico per questa sottospecie sono le aree con arbusti nani spinosi in ambienti ventosi; il suolo deve essere sassoso, povero di materia organica.
- Fitosociologia: la sottospecie appartiene alla seguente comunità vegetale:[22]

Macrotipologia: vegetazione delle praterie
Classe: Molinio-Arrhenatheretea Tüxen, 1937
Ordine: Cirsietalia vallis-Demonis Brullo & Grillo, 1978
Alleanza: Plantaginion cupanii Brullo & Grillo, 1978
Descrizione. L'alleanza Plantaginion cupanii è relativa ai pascoli e prati mesofili, pianeggianti e montani, ma anche ad ambienti sinantropizzati limitrofi; il substrato è siliceo con suoli più o meno profondi, argilloso-limosi derivati da rocce scistose con buona ritenuta idrica, non soggetti a sommersioni. L’alleanza è circoscritta alla Calabria e alla Sicilia; in particolare è caratterizzata dalla presenza di numerose specie endemiche della Sicilia.
Specie presenti nell'associazione: Bellis perennis, Barbarea bracteosa, Festuca trichophylla, Trifolium pratense, Trifolium repens, Trifolium bivonae, Lolium perenne, Poa trivialis, Poa bulbosa, Lotus corniculatus, Plantago cupanii, Plantago lanceolata, Vulpia sicula, Anthemis arvensis subsp. sphacelata, Cynosurus cristatus, Thymus spinulosus, Scorzonera villosiformis, Potentilla calabra, Acinos alpinus, Crepis bivoniana, Hypochoeris cretensis, Tolpis virgata.

#### Sottospecieacrochordona
- Nome scientifico: Anthemis arvensis L. subsp. acrochordona Briq. & Cavill., 1916
- Ciclo biologico: annuo-bienne.
- Habitus: pianta robusta grigio-tomentosa.
- Fusti: prostrati, talvolta radicanti.
- Foglie: i segmenti estremi sono mucronati e allargati (1,0 - 1,5 x 2 - 3,5 mm).
- Infiorescenza: alla fruttificazione i peduncoli si ingrossano. Dimensione delle ligule: 2 - 3 x 4 - 8 mm.
- Distribuzione: fuori dall'Italia (Penisola e Sardegna) si trova in Francia.
- Habitat: l'habitat tipico per questa sottospecie sono le spiagge marittime.

#### Sottospecie non presenti in Italia
Qui di seguito sono elencate altre sottospecie non presenti sul territorio italiano:
- Anthemis arvensis subsp. cyllenea (Halácsy) R.Fern., 1975 - Distribuzione: Grecia
- Anthemis arvensis subsp. glabra (Rouy) Jeanm., 1998 - Distribuzione: Corsica

### Ibridi
Nell'elenco seguente sono indicati alcuni ibridi interspecifici e intergenerici:
- Anthei-matricaria gruetteriana Asch. (1892): ibrido fra A. arvensis e Matricaria inodora L. (1755) (questo ibrido è conosciuto anche con il sinonimo di Tripleurothemis gruetteriana (Asch.) P.D.Sell (2006) )
- ×Anthemimatricaria inolens P. Fourn. (1928): ibrido fra A. arvensis e Matricaria perforata
- Anthemis × adulterina Wallr. ex Hallier & Koch (1895): ibrido fra  A. arvensis e A. tinctoria  (questo ibrido è conosciuto anche con il sinonimo di Anthemis × spuria Hampe )

### Sinonimi
Sono elencati alcuni sinonimi per questa entità:
- Chamaemelum arvense (L.) Schreb.

## Specie simili
L'infiorescenza di questa specie è quella tipica delle “margherite”: dei fiori ligulati bianchi circondano dei fiori tubulosi centrali gialli. Sono le foglie che almeno in parte distinguono le specie di questo genere da altri generi. Nell'ambito dello stesso genere le distinzioni sono più difficili da gestire: vi possono essere delle differenze sul frutto achenio (acheni cilindrici o compressi); distinzioni in base al ciclo biologico (annuo, bienne o perenne); differenze più anatomiche come la struttura interna del ricettacolo (forma del ricettacolo, forma delle pagliette); foglie ghiandolose oppure no. E altro ancora. Non per nulla Pignatti nella sua “Flora d'Italia” considera il genere Anthemis un “genere difficile”.

## Usi

### Farmacia
Secondo la medicina popolare questa pianta ha la seguente proprietà medicamentose:
- febbrifuga (abbassa la temperatura corporea).